# Rickettsiella popilliae
Espèce
Rickettsiella popilliae est une espèce de bactéries gram négatives de la famille des Coxiellaceae.

## Taxonomie
Le nom correct complet (avec auteur) de ce taxon est Rickettsiella popilliae (Dutky (d) & Gooden (d), 1952) Philip, 1956.
L'espèce a été initialement classée dans le genre Coxiella sous le protonyme Coxiella popilliae Dutky & Gooden, 1952,.
Rickettsiella popilliae a pour synonyme :
- Coxiella popilliae Dutky & Gooden, 1952

### Étymologie
L'étymologie du nom spécifique de Ricketsiella popilliae vient de Popillia, le nom de genre d'un scarabée japonais qui est l'un de ses hôtes, ce qui donne popilliae (N.L. gen. fem. n.).

### Publications originales
- (en) S. R. Dutky et E. L. Gooden, « Coxiella popilliae, n. sp., a rickettsia causing blue disease of Japanese beetle larvae », Journal of Bacteriology, Baltimore, vol. 63, no 6,‎ juin 1952, p. 743-750 (ISSN 0021-9193, e-ISSN 1098-5530, DOI 10.1128/jb.63.6.743-750.1952, lire en ligne, consulté le 13 octobre 2024).
- (en) Cornelius B. Philip, « Comments on the classification of the order Rickettsiales », Canadian Journal of Microbiology, Canada, vol. 2, no 3,‎ mai 1956, p. 261-270 (ISSN 0008-4166, e-ISSN 1480-3275, DOI 10.1139/m56-030).